# Дембувка (Люблінське воєводство)
Дембувка (пол. Dębówka) — село в Польщі, у гміні Ясткув Люблінського повіту Люблінського воєводства.
Населення — 436 осіб (2011).

## Демографія
Демографічна структура станом на 31 березня 2011 року:
|          | Загалом | Допрацездатний вік | Працездатний вік | Постпрацездатний вік |
| -------- | ------- | ------------------ | ---------------- | -------------------- |
| Чоловіки | 234     | 54                 | 159              | 21                   |
| Жінки    | 202     | 37                 | 124              | 41                   |
| Разом    | 436     | 91                 | 283              | 62                   |